# 貝爾萊克 (密歇根州)
貝爾萊克（英語：Bear Lake）是位於美國密歇根州馬尼斯蒂縣貝爾萊克鎮區的一個村。

## 人口
根據2020年美國人口普查的數據，貝爾萊克的面積為0.82平方千米，當中陸地面積為0.82平方千米，而水域面積為0.00平方千米。當地共有人口342人，而人口密度為每平方千米417人。